# Polk megye (Arkansas)
Polk megye az Amerikai Egyesült Államokban, azon belül Arkansas államban található. Megyeszékhelye és legnagyobb városa Mena. Lakosainak száma 19 221 fő (2020. április 1.). Polk megye Scott, Howard, Sevier, Montgomery, McCurtain, Le Flore és Pike megyékkel határos.

## Népesség
A megye népességének változása:
| Lakosok száma | 20 681 | 20 570 | 20 460 | 20 406 | 20 216 | 19 221 |
|               | 2010   | 2011   | 2012   | 2013   | 2015   | 2020   |